# Панамериканска магистрала
Панамериканската магистрала (на английски: Pan-American Highway; на френски: Autoroute Panaméricaine; на испански: Carretera Panamericana, Autopista Panamericana или Vía Panamericana) е мрежа от шосета с обща дължина около 30 хил. km.
С изключение на прекъсване в джунглата на Панама за 160 km пътят свързва почти всички тихоокеански държави в Америка чрез магистрална система. Според Световните рекорди на Гинес, Панамериканската магистрала е най-дългият автомобилен път в света. Въпреки това, заради Дариенския район в Панама, не е възможно да се прекоси пътя между Южна Америка и Централна Америка с конвенционални моторни превозни средства. Без всъдеход е нужно участъкът да се прекоси по море.
Панамериканската магистрала преминава през много различни климати и екологични типове, от гъсти джунгли до пустини, някои от които са проходими само през сухия сезон, а в много региони шофирането може да бъде опасно.

## Разработка и строителство
Идеята за път от единия край на Америка до другия първоначално е предложена на Първата международна конференция на американските държави през 1889 г. като железопътна линия. Това предложение никога не е реализирано. Идеята за построяване на шосейна магистрала се появява на Петата конференция на американските държави през 1923 г. Първата конференция относно строежа на магистралата се случва на 5 октомври 1925 г. Накрая, на 29 юли 1937 г. Аржентина, Боливия, Чили, Колумбия, Коста Рика, Ел Салвадор, Гватемала, Хондурас, Мексико, Никарагуа, Панама, Перу, Канада и САЩ подписват Спогодба за панамериканската магистрала, според която се съгласяват на бързо строителство чрез всички адекватни мерки. През 1950 г. Мексико става първата латиноамериканска държава, завършила своята част от магистралата. Тя финансира и построява магистралата сама, но държавите от Централна Америка построяват своите участъци с помощ от САЩ.

## Обслужвани държави
Северната част на Панамериканската магистрала преминава през 9 държави:
- Канада
- САЩ
- Мексико
- Гватемала
- Ел Салвадор
- Хондурас
- Никарагуа
- Коста Рика
- Панама

Южната част на Панамериканската магистрала преминава през 5 държави:
- Колумбия
- Еквадор
- Перу
- Чили
- Аржентина

Важни разклонения водят към още 7 държави:
- Венецуела
- Гвиана
- Суринам
- Боливия
- Бразилия
- Парагвай
- Уругвай

## Описание
Панамериканската магистрала започва в нефтодобивното селище Пръдхоу Бей в Аляска, Северна Америка и завършва в южните райони на Южна Америка, като за край могат да се считат градовете Кельон в Чили или Ушуая в Аржентина. Шосето преминава през много различни климатични и екологични региони – от гъсти джунгли до студени планински проходи и пустини. Някои от участъците са проходими само през сухия сезон.

### Северна част на пътя
На територията на САЩ и Канада положението на шосето не е официално определено, въпреки че няколко междущатски автомагистрали се наричат „Панамерикански“. Сред известните участъци на северната част на Панамериканската магистрала са магистралата в Аляска и Интерамериканската магистрала (участъкът между САЩ и Панамския канал). Тези два участъка са построени през Втората световна война с цел снабдяване на важните региони, без опасност от нападения на немски подводни лодки.
При град Нуево Ларедо, разположен на границата между Мексико и САЩ, започва официалната част на пътя. Шосето се простира на юг и преминава през ред големи градове в Мексико (Монтерей, Мексико, Оахака и други), както и през столиците на почти всички страни в Централна Америка, с изключение на Тегусигалпа (Хондурас) и Белмопан (Белиз).

### Дариенски район
87-километровият участък в непроходимия Дариенски район се намира между Панамския канал и северозападната част на Колумбия. В него преобладават джунглите, а заблатеността е висока. Протестите на местното население, което се опасява за самобитността на културата си, еколози и администрации са причината за незавършеността на пътя в дадения участък. Еколозите се опасяват за съхраняването на националния парк „Дариен“, който е част от Световното природно наследство на ЮНЕСКО, а официалните лице не искат да допуснат увеличение на наркотрафика от Колумбия.
Една от предложените алтернативи на шосето в дадения участък е да се създаде кратка фериботна линия от град Турбо, Колумбия в залива Ураба до ново панамско пристанище на атлантическото крайбрежие. Към настоящия момент автомобилите се пренасят по Тихия океан на плавателни съдове от град Панама до град Буенавентура, Колумбия.

### Южна част на пътя
В Южна Америка, Панамериканската магистрала преминава през територията на Колумбия през планинските долини на Андите и през долината на река Каука. От Богота започва разклонение към Каракас. По планинското плато на Еквадор шосето преминава през градовете Кито и Куенка, а след това се движи по тихоокеанското крайбрежие до град Лима, Перу. По-нататък пътят се разклонява, като едното разклонение минава през Арекипа (Перу) и Ла Пас (Боливия) до Буенос Айрес (Аржентина), а второто минава през Сантяго и продължава към Мендоса. Понякога в системата се включват още няколко отклонения, като например до градовете Пуерто Монт и Кельон (Чили) и Ушуая (Аржентина).